# Брканович, Иван
Иван Брканович (хорв. Ivan Brkanović; 27 декабря 1906, дер. Шкаляри, близ г. Котор, Австро-Венгрия — 20 февраля 1987, Загреб, СФРЮ) — хорватский композитор, дирижёр, руководитель Загребского филармонического оркестра, директор Музыкальной академии в Сараево. Президент Общества боснийских композиторов (1950—1951) и Общества хорватских композиторов (1953—1955). Отец композитора Желко Бркановича.

## Биография
Хорват по происхождению. С 1927 г. жил в Загребе. Работал на фабрике, посещал музыкальную школу. С 1932 года сотрудничал с несколькими журналами.
Позже учился композиции в Загребской Академии музыки под руководством Б. Берсы, Ф. Лхотки, Ф. Дугана. После окончания в 1935 г. работал школьным учителем музыки. Продолжил учёбу в частной консерватории Schola Cantorum de Paris в Париже.
Работал в Загребе хормейстером, с 1951 г. — музыкальным консультантом Хорватского национального театра в Загребе, в 1954—1957 гг. — директором Загребской филармонии, в 1957—1961 гг. был профессором Академии музыки в Сараеве.
В 1983 году стал членом Академии наук и искусств Хорватии.

## Творчество
Иван Брканович — автор музыкальных произведений различных жанров, а также музыкально-критических статей, в которых отстаивал необходимость обращения к национальному материалу в оперном и концертном репертуаре.
В композиторском творчестве использовал национальный хорватский музыкальный фольклор, сочетая народную песенность с профессиональным мастерством и применением современных приёмов письма.

## Избранные музыкальные сочинения
Оперы
- Равноденствие (Ekvinocij, 1950),
- Золото Задра (Zlato Zadra, 1954);

Балет
- Илоты (Heloti, Загреб, 1963);

Кантаты
- Боснийские воспоминания (Bosanska sjecanja, 1961),
- Зелёный змей любви (Zelena zmija ljubavi, 1964)

Для солистов, хора и оркестра
- Триптих (1936),
- Далматский диптих(1953)

Для оркестра
- 5 симфоний (1935, 1946, 1947, 1948, 1949),
- Сараевская сюита (1958)

Камерные сочинения
- 2 струнных квартета.